# Zwem- en Poloklub Budel
Zwem- en Poloklub Budel is een zwemvereniging uit het Noord-Brabantse Budel. De vereniging is in 1969 opgericht en is met bijna 300 leden een van de grotere sportverenigingen binnen de gemeente Cranendonck. Zwem- en Poloklub Budel kent twee afdelingen, er is een wedstrijdploeg en een groep recreatieve zwemmers.

## Wedstrijdzwemmen bij ZPK Budel
De wedstrijdploeg telt ongeveer 75 zwemmers, verdeeld over 7 verschillende groepen. De wedstrijdzwemmers doen mee aan verschillende wedstrijden variërend van Speedowedstrijden en de KNZB Zwemcompetitie tot Brabantse kampioenschappen en zwemmarathons.
De competitieploeg zwemt momenteel in de eerste klasse van district 5 in de KNZB Zwemcompetitie.
ZPK Budel organiseert zelf ook een aantal wedstrijden.
- Oranje wedstrijd
- Tijdzwemmen: Serie van 8 inofficiële wedstrijden enkel voor de jongere zwemmers van ZPK Budel. Bij deze wedstrijden wint degene die het meest verbeterd heeft t.o.v. zijn/haar inschrijftijd, niet per se de snelste zwemmer.

## Recreatief zwemmen bij ZPK Budel
Het grootste deel van de vereniging bestaat uit recreatieve zwemmers. Binnen de recreatieve zwemmers zijn 3 groepen te onderscheiden:
- Trimzwemmers: Zwemmers die 1 keer per week zwemmen op verschillende avonden in de week.
- Masters: Ex-wedstrijdzwemmers die 2 avonden in de week trainen.
- Jeugd-recreanten: Zwemmers die 2 keer per week trainen.